# Akzeptanz
Akzeptanz (Substantivierung des Verbs „akzeptieren“; aus französisch accepter, dieses aus lateinisch acceptere, „annehmen, billigen“) ist ein in vielen Fachgebieten vorkommender Begriff, unter dem allgemein die Anerkennung, Bestätigung, Billigung oder ein Einverständnis verstanden wird. Gegensatz ist die Ablehnung.

## Allgemeines
Das Wort erschien in einschlägigen deutschen Lexika lange Zeit nicht. Die Duden-Rechtschreibung verzeichnete es erst in der 18. Auflage 1980. Hier wird die Akzeptanz mit der „Bereitschaft, etwas zu akzeptieren“ umschrieben, wobei akzeptieren wiederum synonym für annehmen und hinnehmen stehe. Akzeptanz bedeutet Günther Drosdowski zufolge so viel wie annehmen, einwilligen oder hinnehmen. Er fügt dem Wort eine aktive Komponente hinzu, während Toleranz eher als passive Duldung interpretiert wird. Die Brockhaus Enzyklopädie führte das Wort erst 1986 ein und definierte es als „zunächst bejahende oder tolerierende Einstellung von Personen oder Gruppen gegenüber normativen Prinzipien oder Regelungen, auf materiellem Bereich gegenüber der Entwicklung und Verbreitung neuer Techniken oder Konsumprodukte; dann auch das Verhalten und Handeln, in dem sich diese Haltung ausdrückt“.

## Wirtschaftswissenschaften
Der Begriff der Akzeptanz scheint in der Wirtschaftswissenschaft erstmals aufgetaucht zu sein. Der Annahmezwang für ein gesetzliches Zahlungsmittel wird häufig als Akzeptanz bezeichnet. Anstatt Bargeld (Banknoten und Münzen) erfordern Geldsurrogate eine besondere Akzeptanz.
Im Wechselrecht ist das „Akzept“ die Annahmeerklärung des Bezogenen durch Querschreiben auf einem Wechsel. Er wird durch die Erklärung zum Schuldner der Wechselsumme. 
Heute wird im Zahlungsverkehr unter Akzeptanz das Vertragsunternehmen (Dienstleister, Händler, Verkäufer) verstanden, das Zahlungen seiner Waren und Dienstleistungen mit bestimmten Kreditkarten akzeptiert. Wichtig für die Akzeptanz von Kreditkarten ist ein möglichst weites Akzeptanzstellennetz, das sich bei der Eurocard/Mastercard auf 273.000 in Deutschland, 2,5 Millionen in Europa und 12 Millionen weltweit ausgedehnt hat. Durch Einbeziehung von Geldautomaten ist in Deutschland die Akzeptanz 2020 auf 1,4 Millionen Akzeptanzstellen gestiegen.

## Recht
Im Geschäftsverkehr wird ein angenommener Wechsel auch als Akzept bezeichnet. Die Annahme ist in Art. 21–29 des Wechselgesetzes (WG) geregelt.

## Soziologie
Den soziologischen Begriff der Akzeptanz suchte man in englischsprachigen Lexika (englisch acceptance) lange Zeit vergeblich. Die Encyclopædia Britannica verstand darunter seit 1910 „allgemein eine Empfangsbestätigung“.
Erwin Scheuch wies bereits 1975 darauf hin, dass die Akzeptanz „ihren festen Platz und ihre eindeutige Definition in der Soziologie (nicht) hat“. Erst 1989 erschien von Günter Endruweit ein deutschsprachiges Soziologie-Lexikon, das dem Begriff 26 Zeilen widmete. Hier wird sie definiert als „die Eigenschaft einer Innovation, bei ihrer Einführung positive Reaktionen der davon Betroffenen zu erreichen“. Nach Doris Lucke bewegt sich die Akzeptanz in einem Dreieck aus Akzeptanzobjekt, Akzeptanzsubjekt und Akzeptanzkontext. Beim Objekt wird die Frage gestellt, was zu akzeptieren ist, beim Subjekt die Frage, was von wem zu akzeptieren ist und beim Kontext, was von wem in welchem Umfeld zu akzeptieren ist.
Akzeptanzobjekt
Akzeptanz ist stets auf ein Objekt bezogen, beispielsweise auf
- ein bestimmtes Verhalten von Personen,
- eine Person oder eine soziale Gruppe, die eine bestimmte Rolle repräsentiert oder Funktion ausübt,
- Angebote wie Offerten oder Vorschläge von Dritten,
- Zielsetzung und Wertmaßstäbe, die zunächst fremd sind.

Im Detail kann sich Akzeptanz beziehen
- auf Personen oder deren Verhaltensweisen,
- auf ihre Emotionen (siehe auch Encounter),
- sowie auf Äußerungen und Vorschläge.

Sie betrifft
- einerseits Begegnungen in der sozialen Mikroebene (Paarbeziehung, Dyade, Gruppe),
- wird aber auch auf der Makroebene von Gesellschaft, Kultur und Politik geäußert und empfunden.

Als objektbezogene Eigenschaft bezeichnet Akzeptanz die Zustimmung zum Repräsentierten, Angebotenen oder Vorgeschlagenen. Ihr geht also eine bewusste oder auch unbewusste Beurteilung anhand subjektiver Wertmaßstäbe voraus. Wichtig ist also die Frage nach der Akzeptanz als „Akzeptanz wovon?“. So bezieht sich z. B. die Heidelberger Akzeptanz-Skala auf die Akzeptanz von Migration, in Konkretisierung auf die Akzeptanz von Migranten.
Akzeptanzsubjekt
Die Akzeptanz ist ein subjektbezogener Begriff, d. h., sie ist an akzeptierende Personen gebunden, die Situationen oder Sachverhalte für sich selbst als relevant und gültig für ihre Handlungen anerkennen. Dies mündet in die Frage „Akzeptanz durch wen?“ und setzt somit eine freie Willensentscheidung (siehe Wille) voraus.
Akzeptanzkontext
Beide, die Objekte wie die Subjekte der Akzeptanz, stehen ihrerseits in wechselnden sozialen Kontexten. Diesen Akzeptanzkontext stellen z. B. maßgebliche Bezugsgruppen dar, welche die Zielgruppe normativ beeinflussen. Damit wäre die Akzeptanz durch die Frage „Akzeptanz von was durch wen und unter welchen Voraussetzungen und Bedingungen?“ näher beschrieben.

## Psychotherapie
Die Akzeptanz des Unvermeidbaren – zum Beispiel der zeitlichen Begrenztheit der eigenen Existenz, des begrenzten Einflusses auf das Verhalten anderer Personen sowie des Auftretens aversiver emotionaler Reaktionen – ist in verschiedenen psychotherapeutischen Schulen neben der Veränderung problematischen Verhaltens ein wichtiges Therapieziel. Insbesondere die Akzeptanz- und Commitmenttherapie und andere achtsamkeitsorientierte Ansätze im Rahmen der Verhaltenstherapie zielen explizit darauf ab, die Fähigkeit bzw. Bereitschaft leidender Menschen zur Annahme des unvermeidlichen Teils ihres Leides zu stärken. Dies geschieht u. a. durch eine Distanzierung von kontrollorientierten Gedanken und Handlungsimpulsen sowie durch eine Betonung von Werten, die trotz aller nur schwer hinnehmbaren äußeren und inneren Umstände dem Leben des Einzelnen Würde und Orientierung verleihen können.

## Sonstiges
Nach dem Lexikon der Bundeszentrale für politische Bildung bedeutet Akzeptanz „die aktive oder passive Zustimmung zu Entscheidungen oder Handlungen Anderer“.